# Ultzama
Ultzama en basque ou Ulzama en espagnol est une municipalité de la Communauté forale de Navarre (Espagne). Cette dernière est composée de 14 conseils (consejos) et un hameau. Le secrétaire de mairie est aussi celui d'Odieta et sa capitale le village Larraintzar.
Elle est située dans la zone bascophone de la province où la langue basque est coofficielle avec l'espagnol et à 22 km au nord de sa capitale, Pampelune.

## Toponymie
Koldo Mitxelena pense que le toponyme Ulzama dérive du celte Uxama signifiant le plus élevé, entendu qu'il s'ajuste parfaitement à la description de Ulzama qui touche Basaburua (littéralement : tête sauvage en basque) dans la vallée la plus élevée parmi celles du versant méditerranéen de la Navarre. Selon Mitxelena Ulzama ne serait autre qu'un terme celte transformé en ultzama par la phonétique basque. Sous d'autres latitudes on le trouve sous le terme de Osma, quartier rural de Mallavia en Biscaye par exemple.
Au Moyen Âge la vallée d'Ultzama apparait dans tous les écrits mentionné sous différents noms comme Iozama, Utzama, Hutzama, Ucama ou Uzama, qui semblent être des formes intermédiaires entre l'actuel Ultzama et l'hypothétique "Uxama" original. Dans un texte de 1366 on le mentionne en tant qu'Urçama ce qui fait dire à José María Satrustegi  que ce nom est en relation avec le mot basque ur (eau).

## Communes
Cette municipalité est composée des communes suivantes :
- Alkotz (En espagnol : Alcoz)
- Arraitz-Orkin (En espagnol : Arráiz-Orquin)
- Auza
- Zenotz (En espagnol : Cenoz)
- Eltso (En espagnol : Elso)
- Eltzaburu (En espagnol : Elzaburu)
- Gorrontz-Olano (En espagnol : Gorronz-Olano)
- Gerendiain (En espagnol : Guerendiáin)
- Ilarregi (En espagnol : Ilarregui)
- Iraizotz (En espagnol : Iraizoz)
- Suarbe
- Larraintzar (En espagnol : Larrainzar)
- Lizaso
- Urritzola-Galain (En espagnol : Urrinzola-Galáin)

## Division linguistique
En 2011, 47.6% de la population d'Ultzama ayant 16 ans et plus avait le basque comme langue maternelle. La population totale située dans la zone bascophone en 2018, comprenant 64 municipalités dont Ultzama, était bilingue à 60.8%, à cela s'ajoute 10.7% de bilingues réceptifs.

### Droit
En accord avec Loi forale 18/1986 du 15 décembre sur le basque, la Navarre est linguistiquement divisée en trois zones. Cette municipalité fait partie de la zone bascophone où l'utilisation du basque est majoritaire. Le basque et le castillan sont utilisés dans l'administration publique, les médias, les manifestations culturelles et en éducation cependant l'usage courant du basque y est présent et encouragé le plus souvent.

## Personnalités
- Alejandro San Martín y Satrústegui (1847-1908): Médecin et politique libéral. Fut Ministre de l'éducation et sciences d'Espagne durant un brève période en 1906.
- Manuel Irurita (1876-1936): évêque de Barcelone.
- Julián Lajos (1940): pelotari.
- José Ángel Ziganda (1966): ex footballeur et entraineur actuel du Club Atlético Osasuna.
- Jesús Legarrea (1987): golfeur professionnel.
- Haritz Begino: Pelotari professionnel.

## Galerie

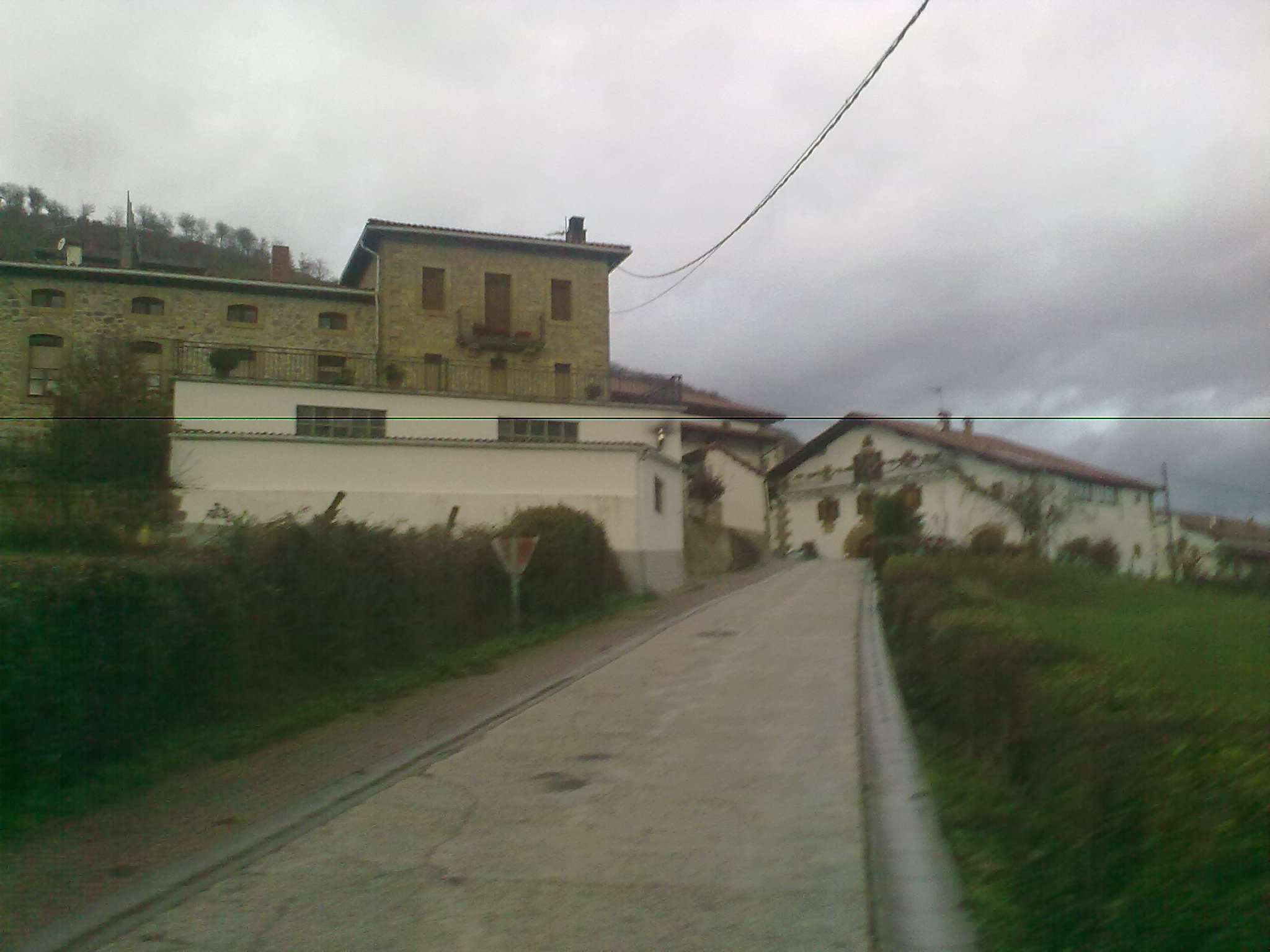
Ultzama
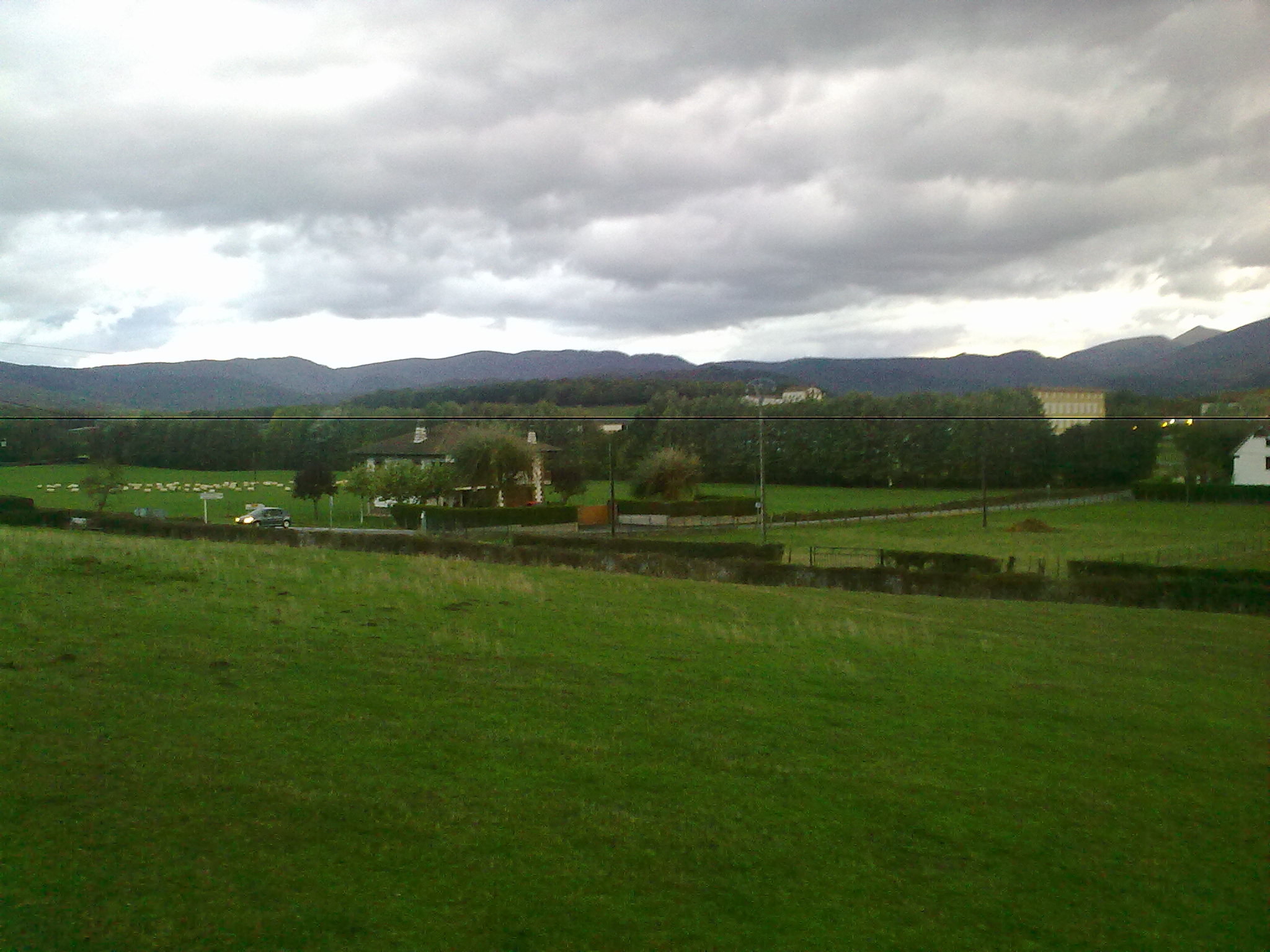
Ultzama
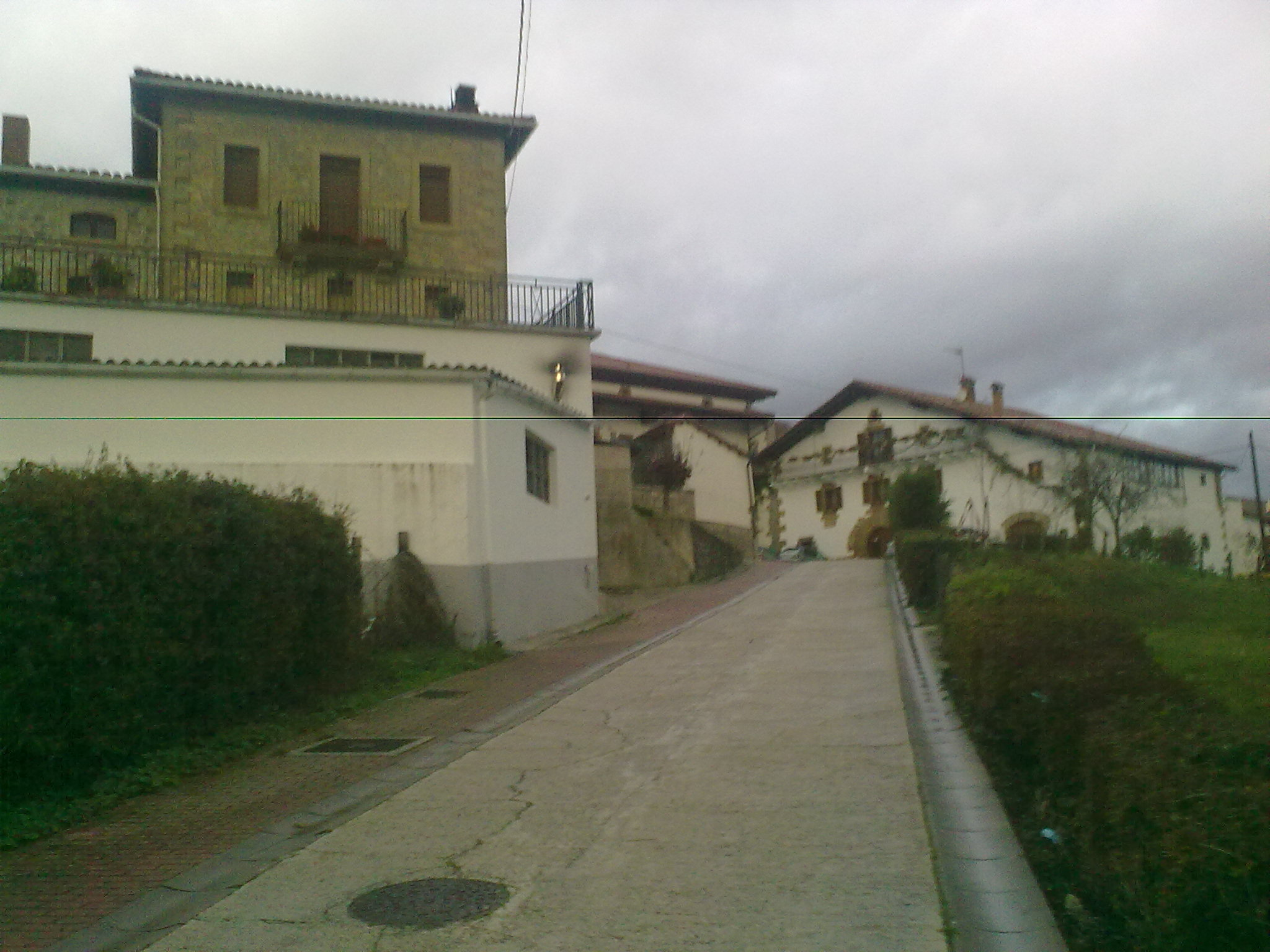
Ultzama
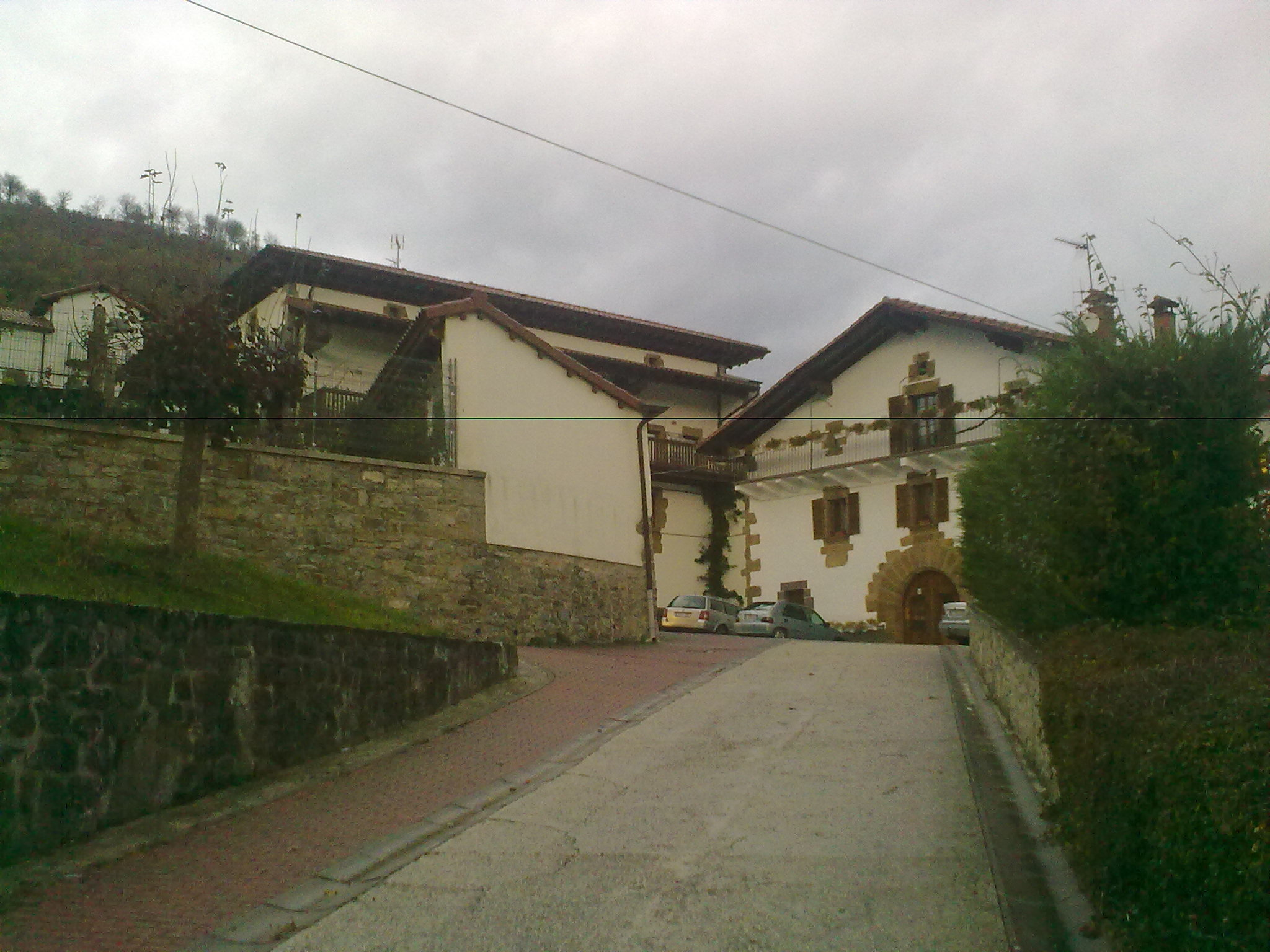
Ultzama
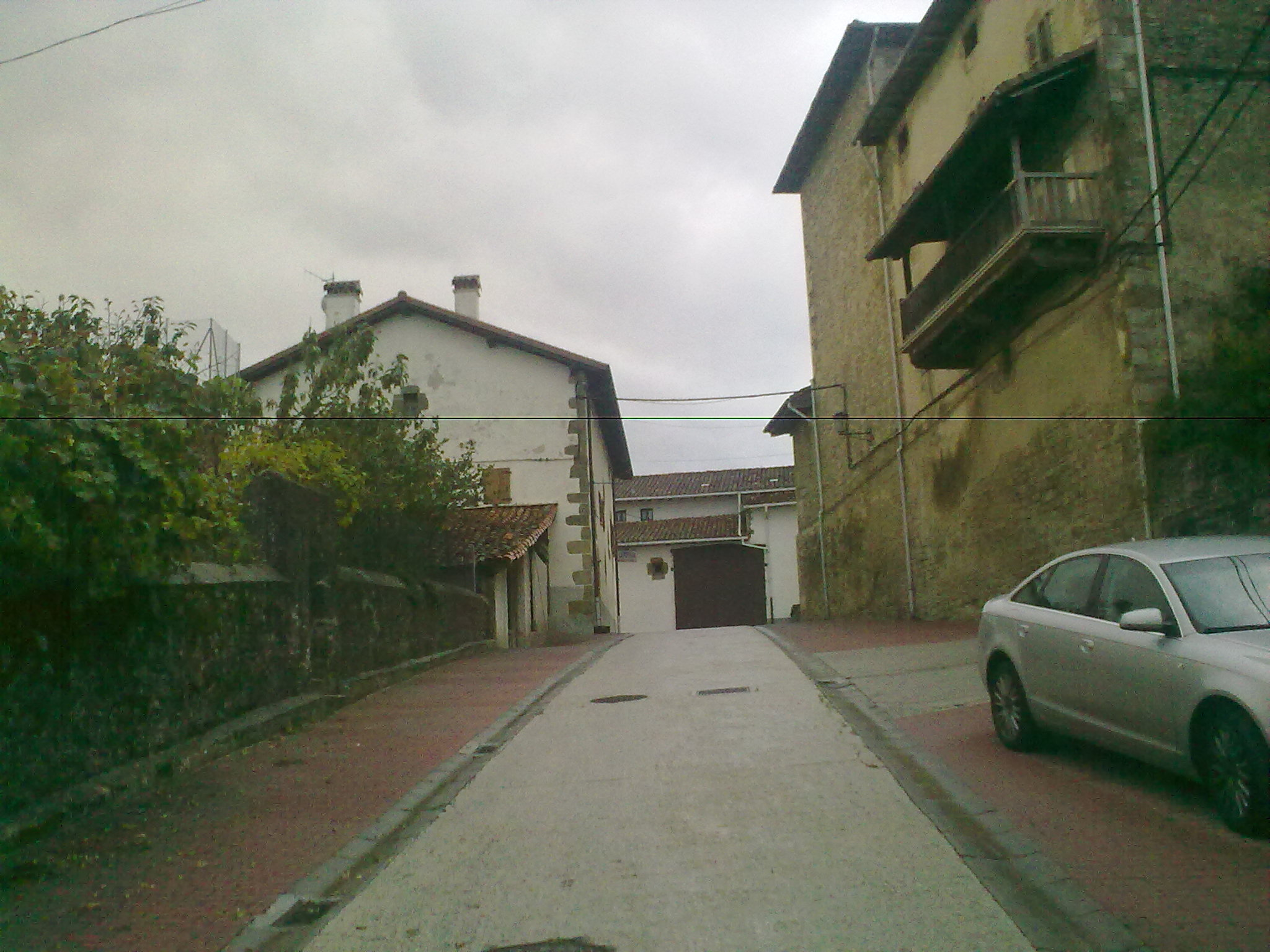
Ultzama
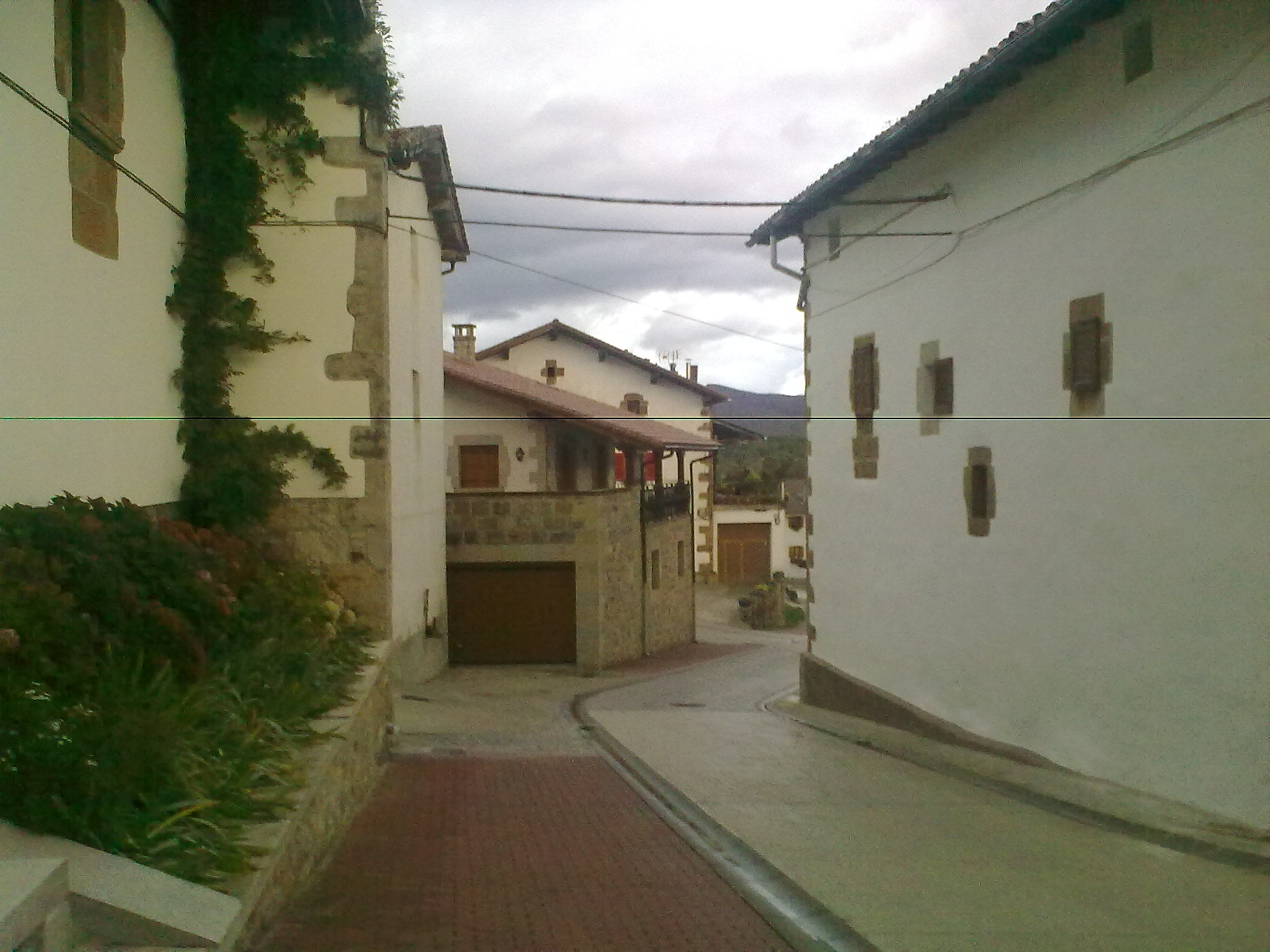
Ultzama
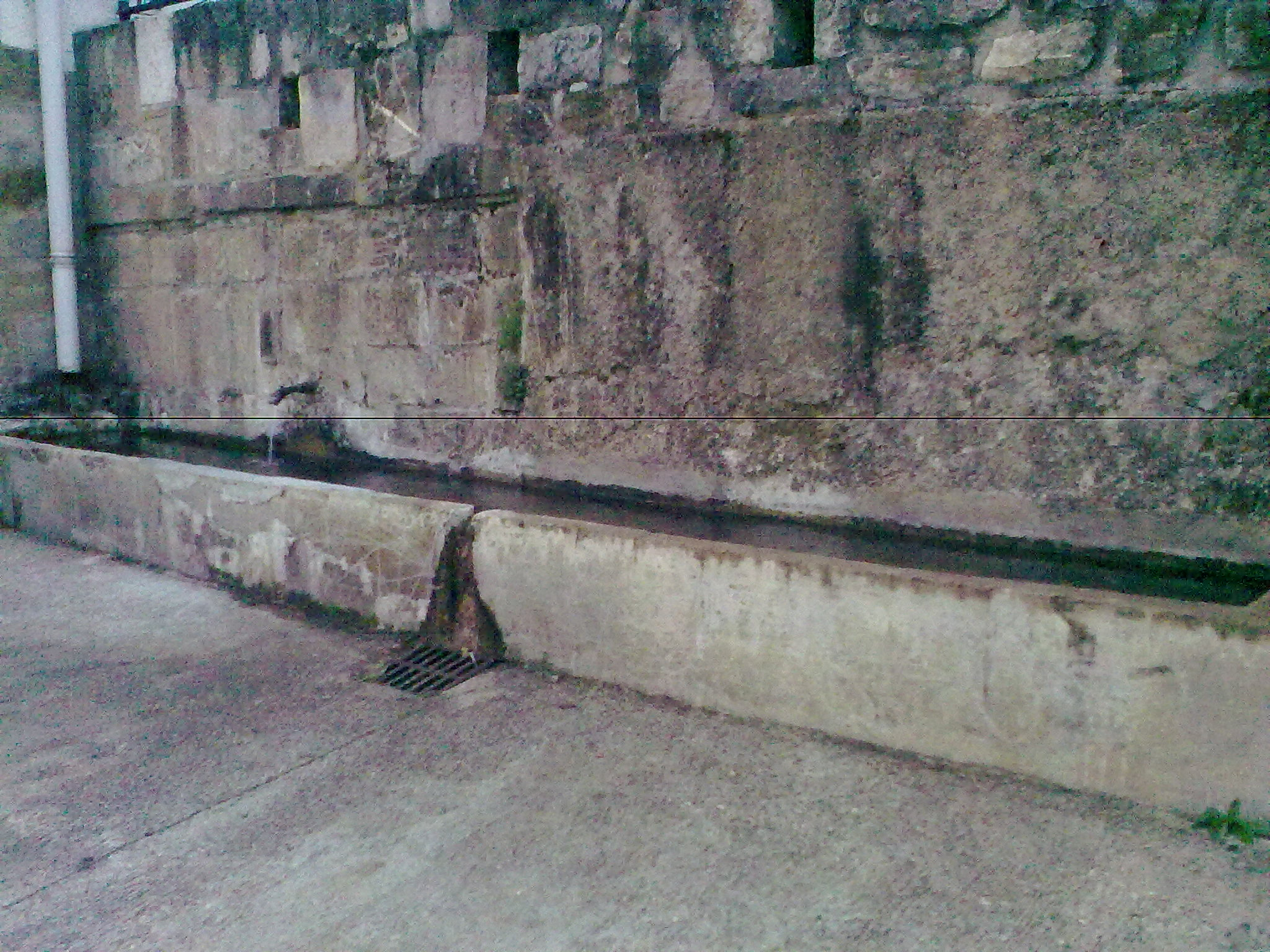
Ultzama
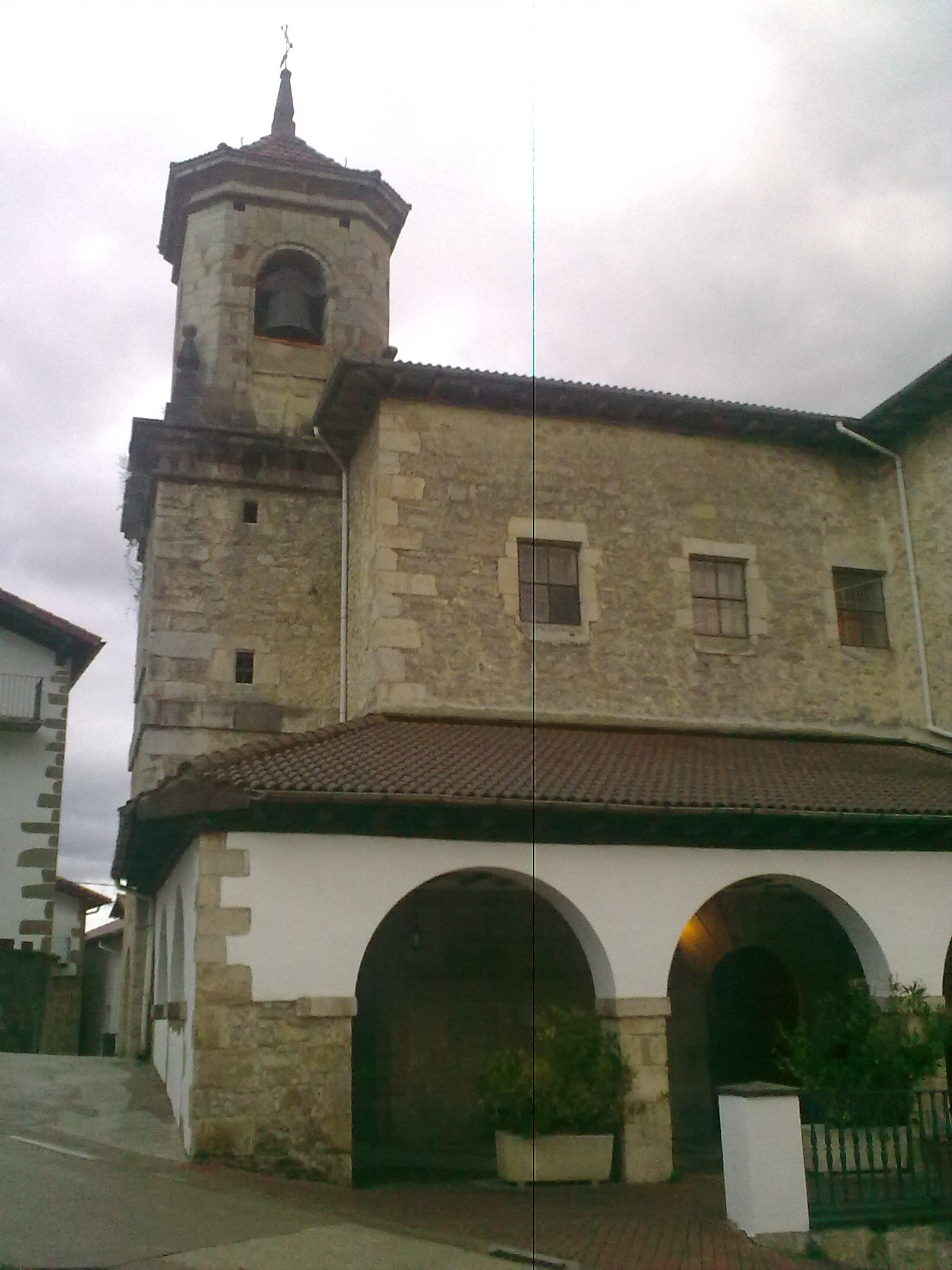
Ultzama
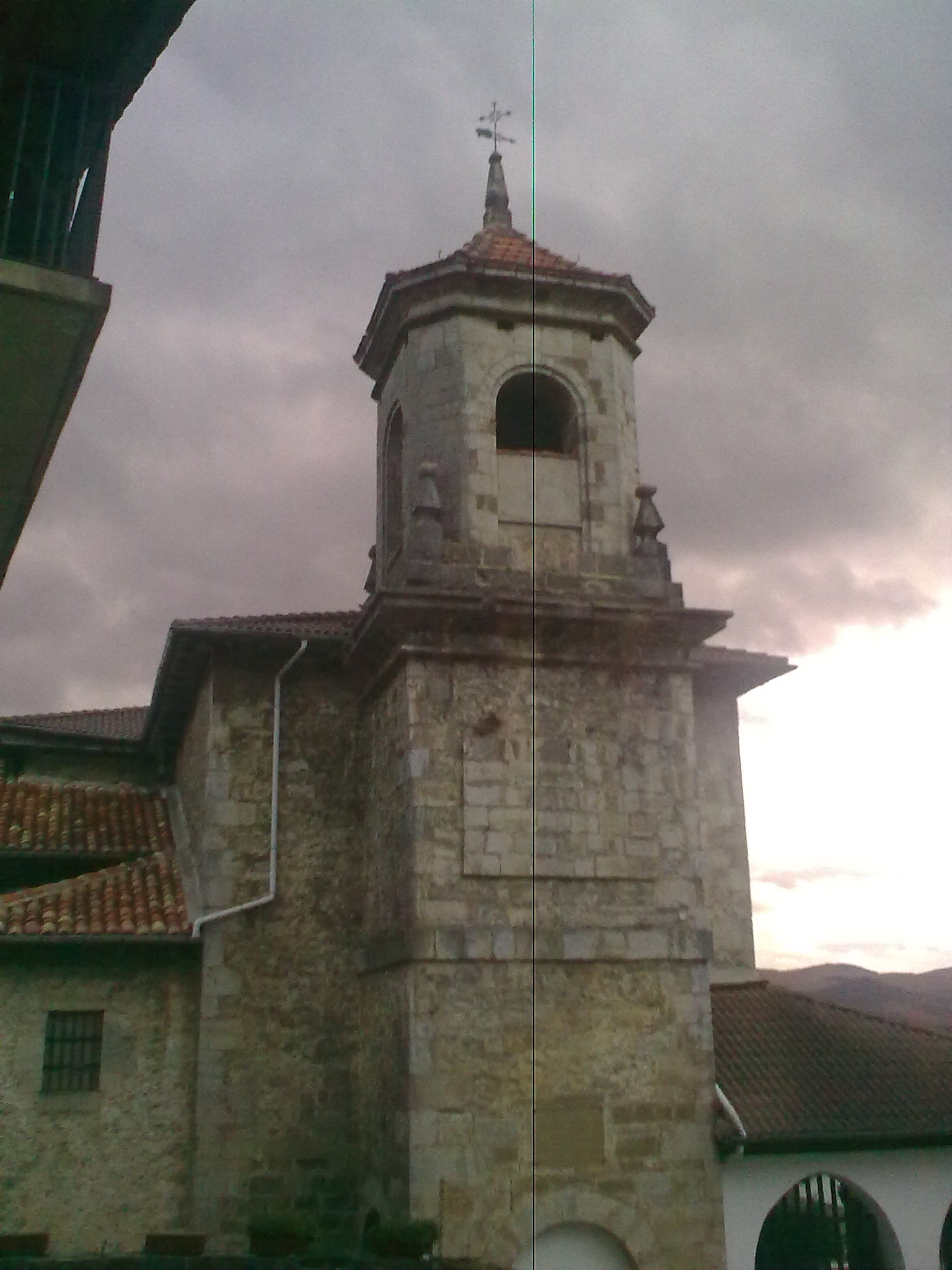
Ultzama
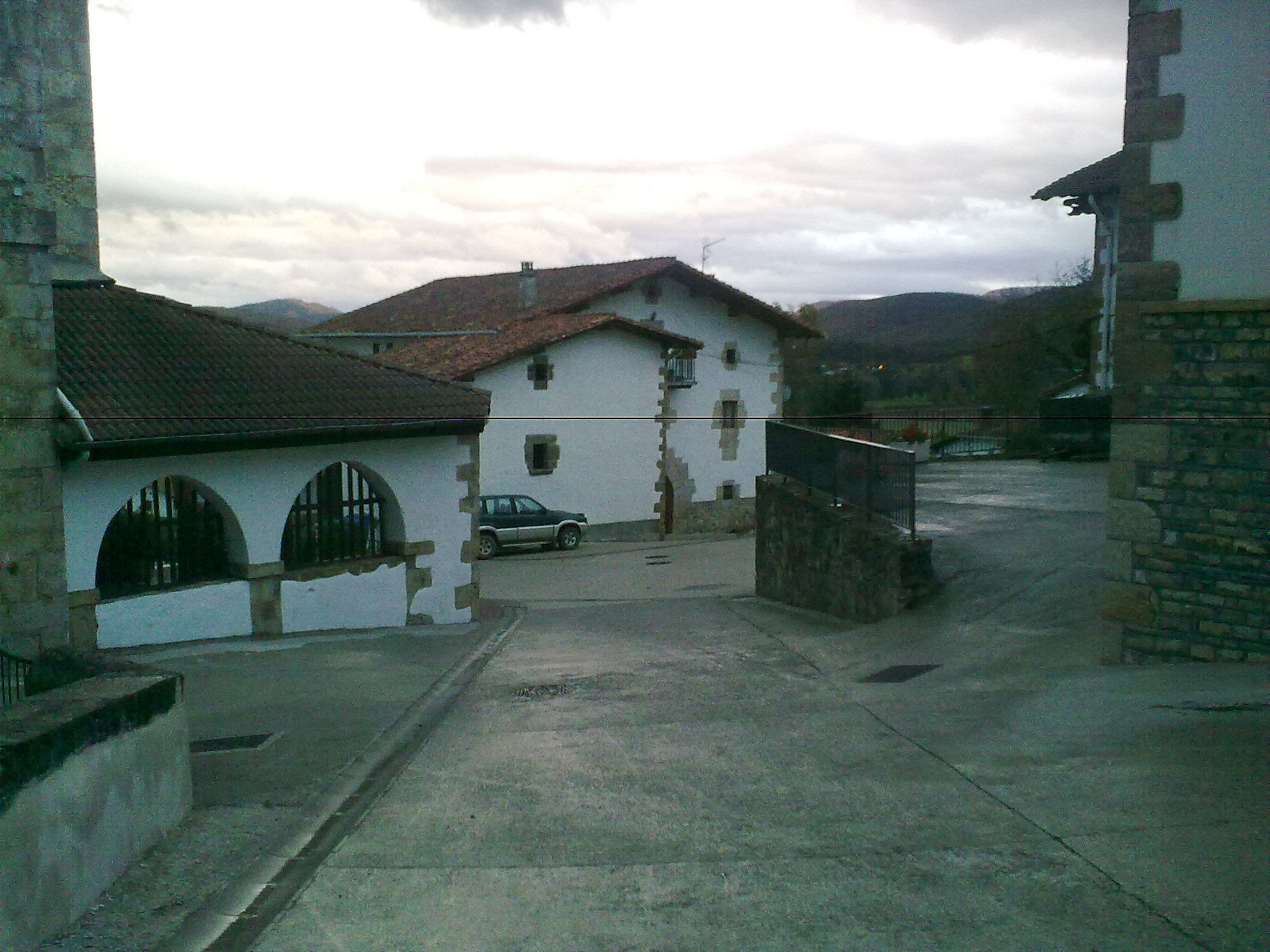
Ultzama

### Sources
- (es) Cet article est partiellement ou en totalité issu de l’article de Wikipédia en espagnol intitulé « Ulzama » (voir la liste des auteurs).